# Wavy Range
Wavy Range är ett berg i Kanada.   Det ligger i provinsen British Columbia, i den centrala delen av landet, 3 200 km väster om huvudstaden Ottawa. Toppen på Wavy Range är 2 066 meter över havet. Wavy Range ingår i Cariboo Mountains.
Terrängen runt Wavy Range är bergig västerut, men österut är den kuperad. Trakten runt Wavy Range är nära nog obefolkad, med mindre än två invånare per kvadratkilometer.. Det finns inga samhällen i närheten. 
I omgivningarna runt Wavy Range växer i huvudsak barrskog.